# Le Livre d'or de la science-fiction : Philip K. Dick
Le Livre d'or de la science-fiction : Philip K. Dick est une anthologie de nouvelles de science-fiction consacrée à l'œuvre de Philip K. Dick, publié en avril 1979 en France. Rassemblées par Marcel Thaon, les douze nouvelles sont parues entre 1953 (La Planète impossible) et 1966 (Rendez-vous hier matin).

## Publication
L'anthologie fait partie de la série francophone Le Livre d'or de la science-fiction, consacrée à de nombreux écrivains célèbres ayant écrit des œuvres de science-fiction. Elle ne correspond pas à un recueil déjà paru aux États-Unis ; il s'agit d'un recueil inédit de nouvelles, édité pour le public francophone, et en particulier les lecteurs français.
L'anthologie a été publiée en avril 1979 aux éditions Presses Pocket, collection Science-fiction no 5051  (ISBN 2-266-00728-9). L'image de couverture a été réalisée par Wojtek Siudmak.
Elle a été rééditée en 1989 dans la collection Le Grand Temple de la S-F avec pour titre La Planète impossible  (ISBN 2-266-02713-1).

## Liste des nouvelles
- Labyrinthe de mort : quelques réflexions sur la vie et l'œuvre de Philip K. Dick, préface de Marcel Thaon
- Payer l'imprimeur ! (Pay for the Printer, 1956)
- La Planète impossible (The Impossible Planet, 1953)
- Définir l'humain (Human Is, 1955)
- La Petite Ville (Small Town, 1954)
- Le Banlieusard (The Commuter, 1953)
- Jeu de malchance (A Game of Unchance, 1964)
- Dans la coque (Shell Game, 1954)
- Souvenir-écran (Recall Mechanism, 1959)
- Méfiez-vous les uns des autres (Misadjustment, 1957)
- Rendez-vous hier matin (Your Appointment Will Be Yesterday, 1966)
- Une Sinécure (Top Stand-By Job ou Stand-By, 1963)
- Au Temps de poupée Pat (The Days of Perky Pat, 1963)